# Hossein Heydari
Hossein Heydari (tiếng Ba Tư: حسین حیدری, sinh ngày 6 tháng 8 năm 1998) là một tiền vệ bóng đá người Iran, hiện tại thi đấu cho Esteghlal ở Persian Gulf Pro League.

## Sự nghiệp câu lạc bộ

### Esteghlal
Anh có màn ra mắt cho Esteghlal ở vòng 27 của Persian Gulf Pro League 2017–18 trước Meshki Pooshan khi thay cho Jaber Ansari.